# Ángelo Sagal
Ángelo Sagal (Talca, 1993. április 18. –) chilei labdarúgó, a ciprusi Apóllon Lemeszú játékosa.

## Pályafutása

### Klubcsapatokban
Sagal a szülővárosában, a Rangersben kezdett el futballozni Az első profi szerződését is itt kapta, a chilei második ligában játszott. 2011-ben a klubbal feljutott az első osztályba. 2014-ben a CD Huachipatohoz igazolt, itt 82 meccsen lépett pályára, és 16 találatig jutott. A 2013–14-es szezonban bejutottak a chilei kupadöntőbe. A 2017–18-as szezonban Mexikóba igazolt a CF Pachuca csapatához, ahol 61 mérkőzésen 11 gólt szerzett. 2019 júliusától a szezon végéig a Juárez FC-ben játszott kölcsönben.
2020-tól európai labdarúgó-bajnokságokban szerepelt, csatlakozott a török első osztályú Denizlispor csapatához.  2021 nyarán aztán a bajnoki rivális Gaziantepsporhoz igazolt. 2023 márciusától kölcsönben a Ferencvárosnál játszott. A szerződés lejártát követően aláírt a ciprusi Apóllon Lemeszú csapatához.

### A válogatottban
2017-ben tagja volt a chilei válogatott konföderációs kupán szereplő keretének.

## Statisztika

### A chilei válogatottban
| Chile    | Chile | Chile |
| Év       | Mérk. | Gólok |
| -------- | ----- | ----- |
| 2015     | 1     | 0     |
| 2017     | 5     | 2     |
| 2018     | 10    | 0     |
| 2019     | 2     | 0     |
| Összesen | 18    | 2     |

### Góljai a chilei válogatottban
| #  | Dátum            | Ellenfél     | Eredmény | Kiírás              | Esemény |
| -- | ---------------- | ------------ | -------- | ------------------- | ------- |
| 1. | 2017. január 15. | Izland       | 1 – 0    | Kína-kupa döntő     | 18' 66' |
| 2. | 2017. június 3.  | Burkina Faso | 3 – 0    | barátságos mérkőzés | 86'     |

## Sikerei, díjai
Ferencvárosi TC
- Magyar bajnok (1): 2022–2023[3]